# Krystyna Grabowska
Krystyna Grabowska (ur. 15 listopada 1944 w Dąbrowie Górniczej) – polska geolog, doktor Politechniki Śląskiej.

## Życiorys
W 1967 ukończyła studia chemiczne w Wyższej Szkole Pedagogicznej w Katowicach, a następnie rozpoczęła pracę badawczo-naukową na Politechnice Śląskiej. Zakres prowadzonych przez nią badań obejmuje analizy chemiczne wód powierzchniowych i podziemnych, wpływ składowisk odpadów stałych na zanieczyszczenie wód powierzchniowych i podziemnych, badania modelowe rozpuszczalności odpadów w wodzie, analizę odpadów stałych oraz badania własności hydrogeologicznych skał. Krystyna Grabowska jest autorką 32 publikacji naukowych z hydrologii, hydrochemii, hydrogeologii i ochrony środowiska.

## Odznaczenia i nagrody
- Złoty Krzyż Zasługi,
- Złota odznaka honorowa „Zasłużony dla Górnictwa RP”,
- Medal Komisji Edukacji Narodowej,
- Odznaka honorowa „Zasłużony dla Polskiej Geologii”.